# Trnava (Zagreb)
Trnava je gradsko naselje u zagrebačkoj četvrti Donja Dubrava, omeđeno Branimirovom ulicom na sjeveru, Resničkim gajem na jugu, Vukomercem na zapadu i Čulincem na istoku. Čini vlastiti mjesni odbor, koji obuhvaća 225,57 hektara površine s ukupno 7753 stanovnika prema popisu iz 2021.
Mjesnom odboru pripada skupina trgovačkih centara na jugu: Decathlon, Emmezetta i City Center One East otvoren 2012. godine, kao i jedan McDonald'sov restoran. S njihove istočne strane nalazi se postrojba TŽV Gredelja. Na sjeveru naselja nalazi se Park Tomislava Ivčića.

## Javni prijevoz
Kroz naselje voze ZET-ove autobusne linije 214, 215 i 235. Uz njegov sjeverni rub, duž Branimirove ceste, voze i linije 231 i 269, a uz njegov južni rub, duž Slavonske avenije, voze i linije 107, 216, 222, 225, 276 i 281. Uz Branimirovu cestu nalazi se i željeznička pruga, na kojoj Trnava ima vlastitu željezničku postaju.

## Povijest
Područje današnje Trnave spominje se prvi puta u 13. stoljeću, kada ga se naziva kaptolskim posjedom. Na lokalnom potoku, po kojemu je naselje kasnije dobilo ime, nalazili su se mlinovi, a prihod od njih prikupljali su kanonici. Godine 1786. na području Trnave zabilježeno je 408 stanovnika, a ukupno 1079 s obližnjim naseljima, zbog čega je odobreno pokretanje škole. Izvorna je škola ubrzo ugašena zbog neredovitog pohađanja nastave, no 1843. izgrađena je nova škola na zemljištu u posjedu župe, pored crkve. Prvi učitelj ondje bio je osječki duhovnik Franjo Tagliber.
U nekom je razdoblju naselje nazivano Naseljem vrtlara, a 1952. službeno je imenovano »Trnava« prema imenu potoka. Početkom 1960-ih godina započela je »stihijska« izgradnja naselja, a 1990-ih godina to se ponovno odvilo na njegovim južnim predjelima. Naselje je tako postalo karakteristično prema manjku stambenih zgrada i velikom gustoćom kuća.

## Vijeće
Vijeće mjesnog odbora sastoji se od 9 članova. U mandatu 2021. – 2025. činila su ga tri zastupnika s liste Možemo!, dva s liste HDZ-a, dva s liste Domovinskog pokreta i dva s liste BM365. U mandatu od 2025. godine Vijeće je konstituirano 26. lipnja, a čine ga tri zastupnika s liste HDZ-a, tri s liste Možemo! i SDP-a, dva s liste NL Servus Zagreb, a jedan s liste Mosta.